# Nikolai Christowitsch Rosow
Nikolai Christowitsch Rosow (russisch Николай Христович Розов; * 20. Februar 1938 in Moskau; † 2. November 2020) war ein russischer Mathematiker und Hochschullehrer.

## Leben
Rosow studierte an der Fakultät für Mechanik und Mathematik der Lomonossow-Universität Moskau (MGU) mit Abschluss 1958. Es folgte die Aspirantur bei Jewgeni Frolowitsch Mischtschenko. Rosow wurde Assistent am Lehrstuhl für Differentialgleichungen und lehrte ab 1961  an der MGU. 1964 verteidigte er seine Kandidat-Dissertation der physikalisch-mathematischen Wissenschaften. 1966 wurde er Dozent und Vizedekan (bis 1970) der Fakultät für Mechanik und Mathematik der MGU.
1968–1994 war Rosow führender wissenschaftlicher Mitarbeiter der Abteilung für Mathematik des Allunionsinstituts für Wissenschaftliche und Technische Informatik (WINITI) der Akademie der Wissenschaften der UdSSR (AN-SSSR). Seit 1978 leitet er zusammen mit Wladimir Alexandrowitsch Kondratjew und Wladimir Michailowitsch Millionschtschikow (Sohn Michail Dmitrijewitsch Millionschtschikows) das Seminar für Theorie der Differentialgleichungen des Lehrstuhls für Differentialgleichungen der MGU. 1983 verteidigte er seine Doktor-Dissertation der physikalisch-mathematischen Wissenschaften. 1989 folgte die Ernennung zum Professor am Lehrstuhl für Differentialgleichungen der MGU.
Rosows Arbeitsschwerpunkte waren die Gewöhnlichen und Partiellen Differentialgleichungen sowie die Theorie der Steuerungstechnik. Er entwickelte eine asymptotische Theorie der periodischen Differentialgleichungslösungen mit stetigen und unstetigen Bereichen. Seine Koautoren waren Jewgeni Frolowitsch Mischtschenko und A. J. Kolessow.
Ab 1997 war Rosow Dekan und Organisator der Fakultät für Pädagogik der MGU und leitete den Lehrstuhl für Bildungstechnologien der Fakultät. Ab 2000 leitete er das Seminar für Pädagogik, Unterrichtsmethodik und Probleme der Bildung. Er war korrespondierendes Mitglied der Russischen Akademie für Bildung.

## Ehrungen, Preise, Mitgliedschaften
- Preis der Regierung der Russischen Föderation für Bildung (2009)[5]
- Auswärtiges Mitglied der Nationalen Akademie der Künste, Sprachen und Wissenschaften der Republik Madagaskar
- Ehrenprofessor der Süd-West-Universität Neofit Rilski